# 5434 Tomwhitney
Az 5434 Tomwhitney (ideiglenes jelöléssel (5434) 1989 ES) a Naprendszer kisbolygóövében található aszteroida. Eleanor F. Helin fedezte fel 1989. március 6-án.